# Johann Heinrich Böhm
Johann Heinrich Böhm, también llamado João Henrique Böhm, de Bohm o Bohm (nacido el 20 de junio de 1708 en Bremen; † el 22 de diciembre de 1783 en Río de Janeiro), fue un oficial alemán, mayor general portugués y, como teniente general, el fundador del ejército brasileño, así como Comandante en jefe de todas las tropas en Brasil.
Es conocido en Brasil por su participación en la Guerra Hispano-Portuguesa de 1776 a 1777, en la que obtuvo la recuperación de Rio Grande do Sul, hasta entonces ocupada por los españoles.

## Biografía
Böhn nació en la ciudad de Bremen, el 20 de junio de 1708, ciudad en la que gobernó militarmente al servicio de Inglaterra, en 1764, como coronel y barón. Participó en la guerra de los Siete Años (1756-1763) junto a su maestro, el Conde de Lippe.
En 1762, el conde de Lippe fue contratado por Portugal con la misión de reorganizar el ejército portugués, y trajo consigo al coronel Böhn, como su ayudante general. El conde de Lippe, al nombrar a Böhn para servir en Portugal, lo describió como: "enérgico, valiente y disciplinario". Después de que terminó la guerra, Böhn aún permanecería en Portugal como asesor militar del marqués de Pombal (Primer ministro de Portugal). Su contrato con el gobierno portugués le otorgó el rango de mariscal de campo y el trato honorífico de conde.

## Carrera en Brasil
En 1767 Böhn fue enviado a Brasil para reorganizar las tropas brasileñas, como ya había hecho el conde de Lippe con el ejército portugués. Llegó a Río de Janeiro, el 5 de octubre de 1767, acompañado de su esposa Agnes Judith Sibilly von Dinklage, quien moriría en la misma ciudad hacia 1775. Llegó a asumir las funciones que desempeñó hasta su muerte: inspector general, comandante y administrador de todas las tropas de infantería, caballería y artillería del Brasil, siendo el virrey su superior inmediato, siempre que no contradijera las instrucciones que había recibido de Portugal.
El séquito de Böhn incluía tres regimientos de infantería de Moura, Bragança y Estremoz y unos 70 oficiales ya familiarizados con la doctrina militar del conde Lippe, formado por 13 reglamentos. Su misión era estandarizar y unificar el Ejército Colonial Brasileño y subordinarlo a un Comando General Superior. Hasta entonces, el Ejército Colonial Brasileño no contaba con una Doctrina Militar estándar. Cada tropa siguió las instrucciones, caprichos y conocimientos de cada comandante, además de las diferencias entre cada Capitanía. Entre los planes de Böhn estaba la recuperación de Rio Grande do Sul y la fortificación de bases militares terrestres y navales en Río de Janeiro y la isla de Santa Catarina. Con la ayuda de los ingenieros militares, el mariscal Jaques Funk, el coronel José Custódio Faria y el capitán Francisco Róscio, Río se convirtió en una de las ciudades mejor protegidas del mundo.
En 1774 Böhn partió para Río Grande al mando del Ejército del Sur, con la misión de, desde bases en São José do Norte, Porto Alegre y Rio Pardo, expulsar a los españoles de Rio Grande do Sul, que ya dominaban la mitad de su territorio. 13 años, con bases en las localidades de Río Grande, Santa Tecla (cerca de Bagé) y São Martinho (cerca de la actual Santa María). La misión de retomar Rio Grande do Sul terminó resultando en la Guerra Hispano-Portuguesa de 1776-1777 y resultó en la retoma de Rio Grande do Sul por los portugueses y la conquista de Colonia do Sacramento por los españoles. Sobre las acciones militares en el Sur de Brasil, Böhn escribió un libro en francés titulado "Memorias relativas a la expedición de Río Grande de la que fui encargado por el rey D. José I, desde 1774 hasta fines de 1779, que contiene cartas que escribí al Marqués de Lavradio, Virrey de Brasil".
Al regresar de Río Grande, Böhn vivió en Río de Janeiro durante cuatro años. El 17 de julio de 1782, a la edad de 74 años, sufrió un accidente al caer su caballo durante un ejercicio de equitación. Como resultado, el viejo general sufrió graves heridas, pero logró sobrevivir un año más y, gracias a esta gracia, se convirtió al catolicismo ocho días después. El hecho tuvo grandes repercusiones en Río de Janeiro, en todas las clases sociales. Se celebraron varios Te Deums en varias iglesias. La Hermandad Militar ordenó celebrar una misa de acción de gracias, la cual contó con gran concurrencia, a la que asistieron el Virrey y el Obispo de Río Janeiro. Böhn murió el 22 de diciembre de 1783 y fue enterrado en el Convento de Santo Antônio, vinculado a las tradiciones militares de Río de Janeiro.